# Jălti Breag, Haskovo
Jălti Breag (în bulgară Жълти Бряг) este un sat în comuna Stambolovo, regiunea Haskovo,  Bulgaria. 

## Demografie
Componența etnică a satului Jălti Breag
     Turci (47,14%)
     Bulgari (50,15%)
     Romi (1,11%)
     Nicio identificare (1,58%)
La recensământul din 2011, populația satului Jălti Breag era de 630 locuitori. Din punct de vedere etnic, majoritatea locuitorilor (50,15%) erau bulgari, existând și minorități de turci (47,14%) și romi (1,11%). Pentru 1,58% din locuitori nu este cunoscută apartenența etnică.